# Kasztelania raciborska
Kasztelania raciborska – kasztelania z siedzibą na zamku (grodzie) w Raciborzu. Obejmowała tereny w przybliżeniu odpowiadające dzisiejszym powiatom: raciborskiemu, rybnickiemu, wodzisławskiemu i żorskiemu, ewentualnie także niewielki obszar na terenie dzisiejszych Czech, gdzie znajduje się miasto Bogumin, które mogło początkowo należeć do kasztelanii cieszyńskiej. Dawniej twierdzono, że do kasztelanii należało również terytorium między rzekami Psiną, a Opawą, które miało być utracone około 1180 roku. Przy czym wymiana ziem za mającą leżeć przy Opawie krainę Primoravia musi być odrzucona, gdyż jedyna o niej wzmianka była błędem kronikarza. Najnowsze badania wskazują, iż powierzchnia kasztelanii wynosiła nieco ponad 1200 km², a w końcowym okresie jej istnienia na jej terenie znajdowały się 132 osady, przez co była wówczas jednym z najgęściej zaludnionych obszarów dzisiejszego Górnego Śląska. W pierwszej pisemnej wzmiance o Raciborzu (w kronice Galla Anonima, datowanej na 1108 rok) gród ten określany jest mianem castellum, co pozwala przypuszczać, iż kasztelania istniała już w tamtym okresie. Pierwszym wzmiankowanym z imienia kasztelanem był miejscowy rycerz, Stoigniew, występujący w dokumencie z 1222 roku. Kolejnymi byli: Siemian (wzmiankowany w 1239 roku), Czesław (1241), Chotko (1245), Detko (1257–1262), Stoigniew (1286–1306) oraz Witosław (1308–1319). Po tym okresie, pokrywającym się ze śmiercią ostatniego przedstawiciela linii raciborskich Piastów, Leszka raciborskiego w 1336 roku, określenia kasztelania oraz kasztelan nie pojawiają się już w źródłach dotyczących ziemi raciborskiej. Pozwala to przypuszczać, że wraz z wymarciem tej dynastii kasztelania raciborska przestała istnieć.